# 織田信長伝
『織田信長伝』（おだのぶながでん）は、光栄（現・コーエーテクモゲームス）から発売されたゲームソフト。「英傑伝シリーズ」の第4作。

## 作品解説
1998年9月発売（Microsoft Windows版）され、PlayStationへも移植された。また、「コーエー定番シリーズ」などの廉価版シリーズも発売されている。
本作は戦国時代の武将・織田信長を題材にしたターン制のシミュレーションRPGである。物語は信長の生涯を追体験する内容だが、ストーリー分岐によって、史実通りに本能寺の変を迎えて一生を終えるか、本能寺の変を回避して天下を統一する架空の展開が用意されている。

## 前作との比較
本作では、「英傑伝シリーズ」の前作である『毛利元就 誓いの三矢』のシステムを受け継いでいる。主に職業システム、技能や能力、戦闘システム、グラフィックなどである。
一方で、ゲームの流れは、基本的にストーリーイベント・戦闘の準備・戦闘を繰り返すというシンプルな内容となり、前作での各施設の利用や会話パートなどの多くが無くなっている。
シナリオ展開については、前作においては一本道（戦闘に敗れれば即ゲームオーバー）であったのが、本作では豊富な分岐が用意されており、史実では勝った戦闘に敗れたとしても、即座にゲームオーバーにならない場合もある。
前作においては、敵軍のレベルはシナリオごとに決まっていた。また、自軍の部隊のレベルは、演習場を利用することで任意にレベルを上昇させることができた。しかし本作においては、敵軍のレベルは自軍のレベルの高低に応じて変化するようになり、前作における演習場に当たる施設が存在しない。そのため、各戦闘パートにおいて計画的に部隊のレベルを上げることを求められるようになった。
また本作では、部隊の職業が大幅に削減された。一方で本作では、武器の装備を変えることで一定の範囲で職業を変更できるようになった（たとえば、織田信長は、槍騎兵、刀騎兵、鉄砲騎兵から選ぶことができる）。それに伴って、技能は前作では職業によって定まっていたのが、本作では武将それぞれに設定されるようになった。
配下に加えることのできる武将も、約半分程度になっている。